# Saintes - Grandes Rives - L’Agglo
Die Communauté d’agglomération de Saintes ist ein französischer Gemeindeverband mit der Rechtsform einer Communauté d’agglomération im Département Charente-Maritime in der Region Nouvelle-Aquitaine. Sie wurde am 28. Dezember 2012 gegründet und umfasst 36 Gemeinden. Der Verwaltungssitz befindet sich in der Stadt Saintes.

## Historische Entwicklung
Die am 1. Januar 2013 offiziell gegründete Communauté d’agglomération de Saintes entstand durch den Zusammenschluss zweier ehemaliger Gemeindeverbände,
- dem Communauté de communes du Pays Santon, der 19 Gemeinden rund um Saintes umfasste, und
- dem Communauté de communes Vignobles et Vals boisés du Pays Buriaud, der zehn Gemeinden umfasste, und
- durch den Beitritt mehrerer Gemeinden, die sich diesem Gemeindeverband zu diesem Zeitpunkt anschließen wollten.

Diese sind Écoyeux, das aus der Communauté de communes du canton de Saint-Hilaire-de-Villefranche ausgetreten war, Montils, das aus der Communauté de communes de la Région de Pons ausgetreten war, sowie La Clisse, Corme-Royal, Luchat und Pisany aus der im Januar 2013 aufgelösten Communauté de communes des bassins Seudre-et-Arnoult.
Die Gemeinde Rouffiac, die Mitglied der Communauté de communes de la Haute-Saintonge war und zu Beginn vom Gebiet dieses Gemeindeverbands umschlossen war, schloss sich diesem am 1. Januar 2014 an.
Der Rat des Gemeindeverbands beschloss auf seiner Sitzung am 6. Juli 2023 die Änderung auf den aktuellen Namen.

## Mitgliedsgemeinden
| Gemeinde                          | Einwohner 1. Januar 2022 | Fläche km² | Dichte Einw./km² | Code INSEE | Postleitzahl |
| --------------------------------- | ------------------------ | ---------- | ---------------- | ---------- | ------------ |
| Burie                             | 1.337                    | 9,19       | 145              | 17072      | 17770        |
| Bussac-sur-Charente               | 1.313                    | 9,98       | 132              | 17073      | 17100        |
| Chaniers                          | 3.634                    | 26,53      | 137              | 17086      | 17610        |
| Chérac                            | 1.135                    | 29,88      | 38               | 17100      | 17610        |
| Chermignac                        | 1.274                    | 13,43      | 95               | 17102      | 17460        |
| Colombiers                        | 301                      | 7,14       | 42               | 17115      | 17460        |
| Corme-Royal                       | 1.969                    | 27,18      | 72               | 17120      | 17600        |
| Courcoury                         | 717                      | 12,66      | 57               | 17128      | 17100        |
| Dompierre-sur-Charente            | 483                      | 8,29       | 58               | 17141      | 17610        |
| Écoyeux                           | 1.380                    | 20,34      | 68               | 17147      | 17770        |
| Écurat                            | 445                      | 10,55      | 42               | 17148      | 17810        |
| Fontcouverte                      | 2.313                    | 11,58      | 200              | 17164      | 17100        |
| La Chapelle-des-Pots              | 1.007                    | 10,27      | 98               | 17089      | 17100        |
| La Clisse                         | 744                      | 5,18       | 144              | 17112      | 17600        |
| La Jard                           | 427                      | 8,48       | 50               | 17191      | 17460        |
| Le Douhet                         | 705                      | 18,35      | 38               | 17143      | 17100        |
| Le Seure                          | 275                      | 5,68       | 48               | 17426      | 17770        |
| Les Gonds                         | 1.759                    | 12,96      | 136              | 17179      | 17100        |
| Luchat                            | 513                      | 4,67       | 110              | 17214      | 17600        |
| Migron                            | 699                      | 15,06      | 46               | 17235      | 17770        |
| Montils                           | 871                      | 23,64      | 37               | 17242      | 17800        |
| Pessines                          | 799                      | 9,05       | 88               | 17275      | 17810        |
| Pisany                            | 775                      | 6,59       | 118              | 17278      | 17600        |
| Préguillac                        | 438                      | 6,60       | 66               | 17289      | 17460        |
| Rouffiac                          | 503                      | 5,85       | 86               | 17304      | 17800        |
| Saint-Bris-des-Bois               | 388                      | 9,06       | 43               | 17313      | 17770        |
| Saint-Césaire                     | 894                      | 10,41      | 86               | 17314      | 17770        |
| Saint-Georges-des-Coteaux         | 2.840                    | 19,23      | 148              | 17336      | 17810        |
| Saint-Sauvant                     | 514                      | 7,05       | 73               | 17395      | 17610        |
| Saint-Sever-de-Saintonge          | 648                      | 8,13       | 80               | 17400      | 17800        |
| Saint-Vaize                       | 628                      | 4,61       | 136              | 17412      | 17100        |
| Saintes                           | 25.312                   | 45,55      | 556              | 17415      | 17100        |
| Thénac                            | 1.702                    | 19,17      | 89               | 17444      | 17460        |
| Varzay                            | 847                      | 14,04      | 60               | 17460      | 17460        |
| Vénérand                          | 771                      | 9,65       | 80               | 17462      | 17100        |
| Villars-les-Bois                  | 240                      | 8,60       | 28               | 17470      | 17770        |
| Saintes - Grandes Rives - L’Agglo | 60.600                   | 474,63     | 128              | –          | –            |